# Macartismo

Joseph Raymond McCarthy, en 1947.

El término macartismo, mccarthismo, maccarthismo o macarthismo (en inglés: McCarthyism) se utiliza en referencia a acusaciones de deslealtad, comunismo, subversión o traición a la patria en las que no se tiene el debido respeto a un proceso legal justo donde se consideren los derechos humanos del acusado. 
Tiene su origen en un episodio de la historia de Estados Unidos que se desarrolló entre 1950 y 1956, durante el cual el senador republicano Joseph McCarthy (1908-1957) desencadenó un extendido proceso de declaraciones, acusaciones infundadas, denuncias, interrogatorios, procesos irregulares y listas negras contra personas sospechosas de ser comunistas. Los sectores que se opusieron a los métodos irregulares e indiscriminados de McCarthy denunciaron el proceso como una «caza de brujas», episodio que quedó descrito, entre otros, en Las brujas de Salem (1953), del dramaturgo Arthur Miller.
Por extensión, el término se aplica a veces de forma genérica para aquellas situaciones donde se acusa a un gobierno de corte conservador de perseguir a los oponentes políticos o no respetar los derechos civiles en nombre de la seguridad nacional.

## Los hechos
Fue un episodio de la historia de Estados Unidos que se desarrolló entre 1950 y 1956. El contexto de la Guerra Fría era particularmente tenso en la medida que la Unión Soviética experimentaba con la bomba atómica en 1949, Mao Zedong llegaba al poder ese mismo año y la guerra de Corea empezaba en junio de 1950.
Esta atmósfera amenazante pesaba sobre la opinión pública estadounidense, que deseaba una política enérgica y ofensiva contra el bloque soviético. En febrero de 1950, Joseph McCarthy, senador por Wisconsin, intervino —con un éxito inesperado— denunciando una conspiración comunista en el mismo seno del Departamento de Estado.
Así se inició lo que sus oponentes denominaron «caza de brujas». Gente de los medios de comunicación, del gobierno y algunos militares fueron acusados por McCarthy de sospechosos de espionaje soviético o de simpatizantes del comunismo. Apoyándose en unas fuerzas de entusiastas anticomunistas, alimentándose de la delación, adquirió un poder considerable. Los métodos eran inconcebibles para una supuesta democracia que estaba asentada, pues se vulneraban principios constitucionales básicos como las enmiendas Primera (libertad de expresión) y Quinta (derecho a no testificar en contra de uno mismo) del país. Olvidando el principio jurídico de la presunción de inocencia, ante cualquier denuncia el Comité del Senado, presidido por McCarthy, aplicaba la presunción de culpabilidad y era el acusado quien tenía que desmentir y probar su no pertenencia o simpatía por el Partido Comunista. Quienes reconocían su culpa, podían lavarla delatando a sus camaradas. Su actividad destinada a desmantelar eventuales infiltraciones de agentes comunistas en la administración pública se extendió pronto a los laboratorios de investigación y a Hollywood. Los empleados públicos debían hacer frente a un control de lealtad que costó la carrera a varios de ellos.
De este modo, Alger Hiss, presidente de la Fundación Carnegie para la Paz Internacional, fue acusado en un proceso por haber trasmitido documentos secretos de la época del New Deal. Uno de los episodios más célebres del periodo fue el proceso seguido a los esposos Ethel y Julius Rosenberg. Fueron acusados de haber dado a la Unión Soviética el secreto de la bomba atómica, lo que ellos negaron. Bastante controvertido y atrayendo una campaña internacional en favor de los acusados, el proceso terminó con su ejecución en junio de 1953.
Dwight Eisenhower fue elegido en 1952, en el momento en el que McCarthy gozaba de su máxima influencia. Ejercía, en efecto, la presidencia de la comisión senatorial de operaciones gubernamentales además de su subcomisión de investigación. Su influencia era tan importante que el mismo secretario de Estado se deshizo de algunos de sus colaboradores para no enfrentarse a McCarthy. Del mismo modo, Robert Oppenheimer fue expulsado de la Comisión de Energía Atómica por haberse opuesto al proyecto de la bomba de hidrógeno.

## Voces contra el macartismo
Algunas voces comenzaron a elevarse contra el macartismo y sus excesos. Por ejemplo, en 1953 se representó la obra Las brujas de Salem, de Arthur Miller, un auténtico alegato contra la bajeza de la política de su tiempo. Uno de los blancos de la inquisición política fue el mundo del cine porque, entre otras razones, los interrogatorios a directores y actores famosos proporcionaron a los miembros del Comité una extraordinaria publicidad.[cita requerida]
La figura legendaria de Edward R. Murrow tuvo gran influencia en el periodismo televisivo a raíz de sus enfrentamientos contra el senador McCarthy, con su pasión por la verdad y sus incansables esfuerzos por hacer avanzar los ideales democráticos. Sobre todos ellos se alzaba la libertad de expresión. Los programas de Murrow acerca del senador Joseph R. McCarthy, en 1954, fueron considerados no solo como los que marcaron el punto de inflexión en la campaña del senador contra los simpatizantes del comunismo, sino que también fueron el punto de inflexión en la propia Historia de la televisión.
Edward R. Murrow en el programa televisivo See it now del 9 de marzo de 1954, en el programa titulado justamente «A report on senator Joseph R. McCarthy» (‘informe sobre el senador Joseph R. McCarthy’):

Su principal logro [del senador McCarthy] ha sido el de confundir a la opinión pública, entre las amenazas del comunismo. No debemos confundir desacuerdo con deslealtad. Debemos recordar siempre que una acusación no es una prueba y que una condena depende de la evidencia y del debido proceso de la ley. [...] No caminaremos con miedo, el uno del otro. [...] No descendemos de hombres temerosos, de hombres que temían escribir, hablar, asociarse y defender causas que eran, por el momento, impopulares.[...] ¿Y de quién es el fallo? En realidad no es suyo. Él no creó esta situación de miedo; él meramente la explotó, y más bien exitosamente. Casio estaba en lo cierto: «El fallo, querido Bruto, no está en nuestras estrellas, sino en nosotros mismos».
Edward R. Murrow

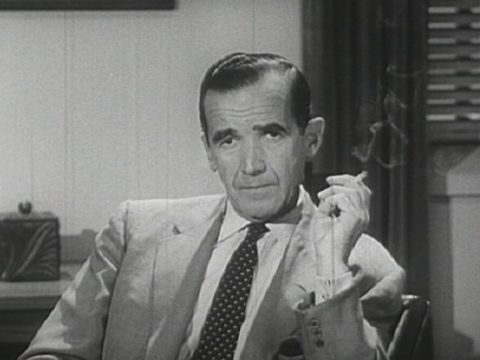
Edward R. Murrow, periodista que se enfrentó a McCarthy desde su programa de televisión See it now.

En la lucha entre el Comité de Actividades Antiestadounidenses y el Comité de la Primera Enmienda, la posición de la industria del cine, con la negación de trabajo para los sospechosos, inclinó la balanza produciendo deserciones en las filas de los defensores de la libertad; fue el caso de Humphrey Bogart, que se dio de baja de su Comité, y el del director Edward Dmytryk, quien tras ser condenado a seis meses de cárcel decidió, ya en prisión, confesar su militancia comunista y su arrepentimiento, proporcionando una lista de 26 correligionarios de partido. Con esta claudicación pública salió en libertad y encontró trabajo inmediatamente.
Lo que quebró el reinado de McCarthy fue su decisión de atacar al Ejército. El Pentágono en 1953, incluso más vigorosamente que el apoyo que recibió de Eisenhower, ya consideraba incómodo a McCarthy.
McCarthy fue finalmente expulsado del Comité en una moción de censura por el Senado estadounidense en 1954, por 67 votos contra 22, acusado de «conducta impropia de un miembro del Senado» por la manera en que había dirigido la Comisión (por su lenguaje «demasiado directo») y por no haber comparecido ante otra comisión del Senado cuando fue requerido, además de otros cargos difusos y fabricados sobre la marcha.
El mismo año, el Comité de Actividades Antiestadounidenses de la Cámara anunció que daba de baja a la Unión de Consumidores de su lista de organizaciones subversivas. En 1940, la Unión de Consumidores de Estados Unidos (en inglés, Consumers Union) se había burlado de dichas acusaciones:

Si la condena de productos sin valor, adulterados y tergiversados es una actividad comunista, entonces la Administración Federal de Alimentos y Medicamentos, la Comisión Federal de Comercio y la Asociación Estadounidense de Medicina deben ser pagadas directamente desde Moscú.

Continuó otros dos años en sus tareas de senador, pero sus colegas lo evitaban y lo sucedido afectó a su ánimo y a su salud: hospitalizado por problemas de alcoholismo crónico, murió a los 48 años víctima de cirrosis y hepatitis.
El Senado estadounidense publicó en 2003 más de 4.000 páginas con las transcripciones de sus 500 interrogatorios secretos, basadas en las notas desclasificadas y en material biográfico de las audiencias de McCarthy que se desarrollaron entre 1953 y 1954.

## Víctimas
Escritores como Bertolt Brecht, que escapó a Europa tras declarar su inocencia, y gente perteneciente al mundo del cine fueron algunos de los más afectados por este fenómeno, que creó las llamadas listas negras, o de escritores y guionistas para los cuales existía una ley no escrita que les impedía publicar nada en cualquier medio de comunicación, so pena de que dicho medio fuera acusado de trabajar a sueldo de los comunistas.
Hubo, sin embargo, una cierta resistencia, que se plasmó en la actividad de numerosas personas, incluyendo relevantes personajes del cine.
Convocados a declarar 41 sospechosos, 19 de ellos se negaron a comparecer, juzgando la actuación indagatoria contraria a la Constitución, entre otros el escritor Alvah Bessie, el guionista Dalton Trumbo y el director Edward Dmytryk. En apoyo de los que fueron motejados de «testigos inamistosos» se movilizó el denominado Comité de la Primera Enmienda, que integró a cerca de 500 profesionales del cine. En esa circunstancia defendieron la libertad figuras famosas, como Humphrey Bogart, Lauren Bacall, Gregory Peck, Katharine Hepburn, Kirk Douglas, Burt Lancaster, Gene Kelly, John Huston, Orson Welles, Thomas Mann y Frank Sinatra o periodistas como Edward R. Murrow (cuya historia es descrita en la película Buenas noches, y buena suerte), que afirmaban que lo que en teoría era una actividad para proteger al estado no era sino una sistemática destrucción de los derechos civiles. Entre las protestas, la más significativa fue la de los llamados Diez de Hollywood, los cuales se negaron a declarar sobre sus afiliaciones políticas, siendo citados por el Congreso, instalados automáticamente en la lista negra y condenados a penas de cárcel por «desacato al Congreso».
Entre los que colaboraron con el Comité y denunciaron a otros cineastas, pronunciando además discursos patrióticos de tono anticomunista, comparecieron Gary Cooper, Ronald Reagan y Robert Taylor.
Uno de los Diez de Hollywood, Dalton Trumbo, consiguió sobrevivir a la inacabable pesadilla. Era un guionista estelar al que la caza de brujas le cerró todas las puertas, lo encarceló, lo arruinó, lo obligó a exiliarse a México y lo forzó a vender sus guiones bajo múltiples seudónimos. Uno de ellos logró el Óscar, pero su enigmático autor no pudo recogerlo porque oficialmente no existía.
A partir de ese momento se inició una caza de brujas particular y aún más terrible en Hollywood, en donde algunos de los más conocidos cineastas (incluyendo a Walt Disney, Elia Kazan, Robert Rossen, el productor Budd Schulberg, los actores Sterling Hayden y Adolphe Menjou) sirvieron de chivatos para la gente de McCarthy.
Las persecuciones también se realizaron a escritores famosos comunistas, procomunistas, anticomunistas y excomunistas. Así se lograron censurar más de 30 000 libros, los cuales fueron retirados inmediatamente de bibliotecas y librerías, entre los cuales se encontraba el famoso Robin Hood o la novela Espartaco de Howard Fast.
Uno de los actores más perseguidos y frustrados fue Charles Chaplin, el cual, en su autobiografía describe un interrogatorio en el que, sorprendido por la pregunta de «qué quería dar a entender en un discurso cuando dijo: "camaradas"», él respondió:

Exactamente eso. Busqué la palabra en el diccionario. Los comunistas no tienen la exclusiva de esa palabra.

Las técnicas de McCarthy se basaban en gran medida en lanzar incriminaciones falsas sobre los acusados (que nunca eran comprobadas), o incluir a determinadas asociaciones en su lista de organizaciones pro-comunistas (sin tener nada que ver). En ese sentido, y de ahí el nombre, se parecía bastante a la caza de brujas medieval, donde también las acusadas carecían de la posibilidad de demostrar su inocencia. De hecho, promovió todo un pulso en el seno del Sindicato de Directores Estadounidenses, donde John Ford le ganó la partida a Cecil B. DeMille, profundo seguidor de McCarthy.
Varias películas hablan de este período de la historia de Estados Unidos:
- La ya mencionada y candidata a seis Óscars, Buenas noches, y buena suerte.
- The front (1976), protagonizada por Woody Allen, es uno de los mejores ejemplos.[15]
- Guilty by Suspicion (1991), dirigida por Irwin Winkler y protagonizada por [Robert de Niro]].
- One of the Hollywood Ten (Punto de mira en la versión en castellano), protagonizada por Jeff Goldblum que describe la historia de los Diez de Hollywood.
- Trumbo y la lista negra: documental biográfico de Dalton Trumbo: uno de los Diez de Hollywood, guionista de la película Espartaco (de Stanley Kubrick), de Papillón, y director de Johnny cogió su fusil, basado en su propia novela homónima, antibelicista y con alguna referencia crítica a la democracia.
- Trumbo, película de 2015 que narra la vida del guionista de Hollywood Dalton Trumbo, basándose en la biografía escrita por Bruce Alexander Cook.

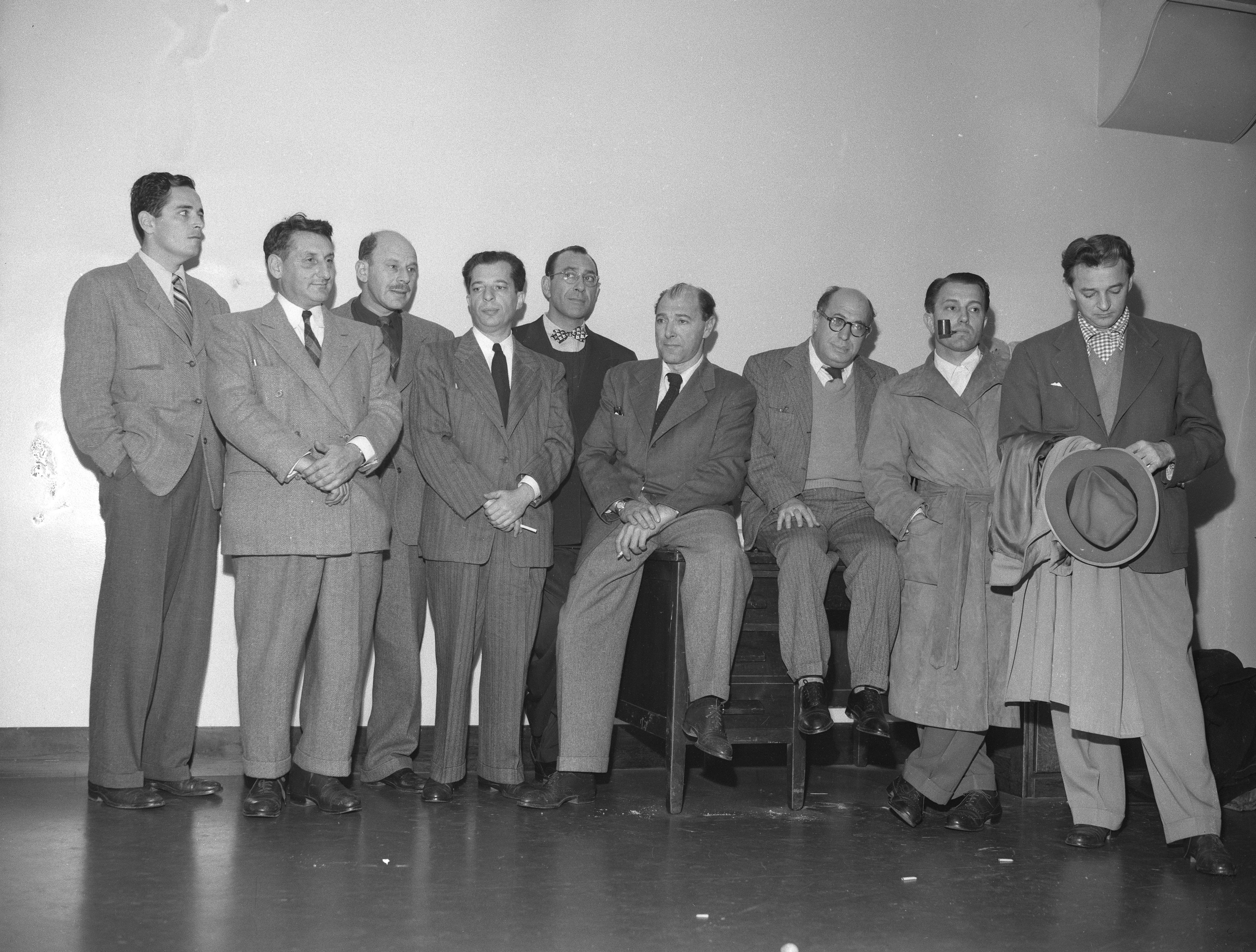
Los Diez de Hollywood.

### Los Diez de Hollywood
1. Alvah Bessie, guionista.
2. Herbert Biberman, guionista, director.
3. Lester Cole, guionista.
4. Edward Dmytryk, director y guionista.
5. Ring Lardner, Jr, periodista, guionista.
6. John Howard Lawson, autor.
7. Albert Maltz, autor, guionista.
8. Samuel Ornitz, guionista.
9. Adrian Scott, guionista, productor.
10. Dalton Trumbo, guionista, novelista.

### Los artistas puestos en la lista negra

Panfleto anticomunista de Estados Unidos de la década de 1950, señalando de «comunistas» a la industria de la televisión y radio de Estados Unidos, industria de Hollywood, hasta a la UNESCO.

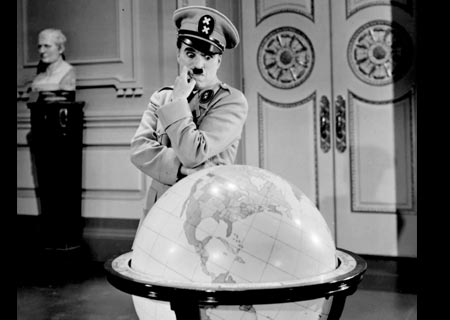
Chaplin, uno de los artistas incluidos en la lista negra, en la película El gran dictador.

- Walter Bernstein

- Allen Adler
- Larry Adler
- Orson Bean
- Herschel Bernardi
- Walter Bernstein
- John Berry
- Marc Blitzstein
- Allen Boretz
- Phoebe Brand
- Bertolt Brecht
- John Bright[16]
- J. Edward Bromberg
- Sidney Buchman
- Hugo Butler
- Morris Carnovsky
- Charles Chaplin
- Jerome Chodorov
- Aaron Copland
- Jeff Corey
- John Cromwell
- Jules Dassin
- Roger De Koven
- Paul Draper
- Frank Capra
- Cy Endfield
- John Henry Faulk
- Howard Fast
- Jerry Fielding
- Carl Foreman
- John Garfield
- Betty Garrett
- Will Geer
- Jack Gilford
- Bernard Gordon
- Lloyd Gough
- Lee Grant
- Dashiell Hammett
- Sterling Hayden
- Lillian Hellman
- George Hitchcock[17]
- Marsha Hunt
- Sidney Kingsley
- Sam Jaffe
- Paul Jarrico
- Gordon Kahn
- Victor Kilian
- Howard Koch
- Sebastian Miles
- Rosaura Revueltas
- Pete Seeger[18]
- Gale Sondergaard
- Martin Ritt

### El Comité de la Primera Enmienda
Formado en septiembre de 1947 por un grupo de actores en apoyo de los Diez de Hollywood durante las sesiones de la Comité de Actividades Antiestadounidenses. Fue fundado por el guionista Philip Dunne, la actriz Myrna Loy, y los directores John Huston y William Wyler.

## El declive
En la segunda mitad de los años 50 el macartismo comenzó a declinar en los Estados Unidos. La opinión pública y una serie de decisiones judiciales incidieron en el fin del macartismo.
Una figura clave para terminar con las listas negras fue John Henry Faulk. Conductor de una comedia radial, Faulk era un dirigente sindical de izquierda de la Federación Estadounidense de Artistas de Televisión y Radio. Faulk fue investigado por AWARE (ALERTA), una de las empresas privadas que investigaban ciudadanos para encontrar «signos de comunismo» en ellos. Marcado por AWARE como «no apto», fue despedido por CBS Radio. A diferencia de lo que hicieron la mayor parte de las víctimas, Faulk demandó judicialmente a AWARE y ganó el caso en 1962.
A partir de esta sentencia las empresas privadas de listas negras y aquellas que las usaban tomaron nota de que podían ser demandados judicialmente por daños y perjuicios. Aunque algunas continuaron, la mayor parte debieron cerrar.
Incluso antes de la sentencia en el caso Faulk, ya en Hollywood se había comenzado a desobedecer las listas negras. En 1960, Dalton Trumbo, uno de los artistas más conocidos dentro de la lista negra conocida como Los Diez de Hollywood, fue públicamente contratado para escribir los guiones de las películas Éxodo y Espartaco.

## Revaluación crítica del periodo
Inocentes perseguidos por simples sospechas, con acusaciones infundadas,
interrogatorios,
pérdida del trabajo y negación del pasaporte a los sospechosos de comunismo,
o encarcelados,
siendo estos distintos mecanismos de control social y de represión que Estados Unidos bordeó peligrosamente, acercándose al totalitarismo con citados métodos fascistas.
Cincuenta años después de la caza de brujas de Joseph McCarthy, el Senado estadounidense publicó en 2003 más de 4000 páginas con las transcripciones de sus 500 interrogatorios secretos. Basado en las notas desclasificadas y en material biográfico de las audiencias de McCarthy que se desarrollaron entre 1953 y 1954.
Una investigación del canal público canadiense CBC destapó otra «caza de brujas» en Canadá entre 1950 y 1980. Bajo el nombre de PROFUNC (siglas en inglés de Destacados Militantes del Partido Comunista), el plan estaba dirigido por la Gendarmería real de Canadá (GRC) y «fichó» a 16 000 comunistas y 50 000 presuntos simpatizantes.
La lista, enviada en sobres sellados a las diferentes oficinas de la GRC, detallaba la edad de los sospechosos, su descripción física, las fotos de su casa e incluso la ubicación de las puertas por las cuales podían escaparse en caso de una redada. Una vez que fuesen arrestados, las autoridades daban carta blanca para disparar a los prisioneros si intentaban escaparse.
A pesar de estos hechos demostrados, contrastados y que son parte de la historia de Estados Unidos, unos pocos neoconservadores niegan este pasaje de la historia de Estados Unidos. El comunista antiestalinista y politólogo estadounidense James Burnham, señaló hasta qué punto fue real la represión que la cultura popular atribuye al periodo del macartismo, convertido por el cine y la literatura en un periodo de histeria colectiva y de terror medieval (imagen consagrada en El crisol de Arthur Miller, con la referencia de las persecuciones de Salem en 1692). Según Burnham, durante la llamada caza de brujas no hubo «ni un solo muerto, herido o torturado, ningún ciudadano arrestado arbitrariamente, encarcelado sin juicio, desahuciado, deportado,[cita requerida] exiliado o privado de sus derechos procesales» (siempre según Burnham).
En la misma línea, una columnista neoconservadora, Ann Coulter, lo han calificado como «el mayor mito 
orwelliano de nuestro tiempo»
Un madrileño nacido en 1961, Martín Alonso, señalado irónicamente que McCarthy fue «la única víctima real que se cobró el maccarthismo».
Pero estas últimas opiniones son de algunos columnistas y articulistas no muy conocidos buscando la polémica. Como por ejemplo la opinión de Hank Greenspun que escribió que Joseph McCarthy, a pesar de su enfermiza obsesión de perseguir a comunistas y homosexuales, resultó que él mismo era homosexual.
Otros autores han revaluado el macartismo a la luz de la represión del terrorismo en los Estados Unidos luego de los atentados del 11 de septiembre de 2001, encontrando una línea de continuidad entre ambos fenómenos. En su libro The Age of Anxiety: McCarthyism to Terrorism (‘la era de la ansiedad: del mccarthismo al terrorismo’, 2005), Haynes Johnson compara los «abusos sufridos por los extranjeros arrojados a las prisiones estadounidenses de alta seguridad en los inicios del 9/11» con los excesos de la era McCarthy.
En el mismo sentido, David D. Cole ha escrito que el Acta Patriótica es una «resurrección de la filosofía macartista, simplemente substituyendo "comunista" por "terrorista".»
En un informe publicado en el año 2000, en el marco del debate sobre la Guerra Fría y revaluando el papel desempeñado por el macartismo en la anulación de la libertad de expresión, la historiadora Ellen W. Schrecker sostuvo:

...en este país el macartismo hizo más daño a la Constitución que lo que jamás haya hecho el Partido Comunista Estadounidense.

Lo malo de la izquierda estadounidense es que traicionó para salvar sus piscinas. Somos pocos quienes no hemos traicionado nuestra postura, los que no hemos dado nombres de otras personas.
Orson Welles

De los diez testigos hostiles, dos tienen talento, los demás son simplemente hostiles
Billy Wilder